# کایبارا اککن
کایبارا اککن (به ژاپنی: 貝原 益軒 Kaibara Ekken); ۱۷ دسامبر ۱۶۳۰ – ۵ اکتبر ۱۷۱۴ فیلسوف، و گیاه‌شناس اهل ژاپن بود.